# Arcesilao IV di Cirene
Arcesilao IV (in greco antico: Ἀρκεσίλαος?, Arkesílaos; Cirene, ... floruit 465-440 a.C. – 440 a.C.) figlio di Batto IV, fu l'ottavo re di Cirene della dinastia dei Battiadi.

## Biografia
Arcesilao, ancor prima di divenire re, vinse alle Pitiche del 466 a.C. nella gara col carro e per questo venne celebrato da Pindaro nella quarta e nella quinta ode (che sono le uniche fonti sulla vita del re di Cirene). Qui, Arcesilao viene descritta come una persona dispotica, disposta a tutto pur di liberarsi della sgradevole presenza dei nobili di corte.
Arcesilao fondò probabilmente una delle città della pentapoli cirenaica. Intorno al 440 a.C. morì (non si sa se di morte naturale o violenta) e con lui anche il figlio Batto.